# Kameralamt Ellwangen
Das Kameralamt Ellwangen war eine Einrichtung des Königreichs Württemberg, die im Amtsbezirk Besitz und Einkommen des Staates verwaltete. Es bestand von 1807 bis 1922 in Ellwangen. Das Kameralamt wurde im Rahmen der Neuordnung der Staatsfinanzverwaltung im Königreich Württemberg geschaffen.

## Geschichte
Von 1807 bis 1819 wurden Stadt- und Landkameralamt Ellwangen getrennt verwaltet. Durch Verordnung vom 6. Juni 1819 wurde das bisherige Landkameralamt dem Stadkameralamt einverleibt, mit Ausnahme derjenigen Orte, die an das Kameralamt Kapfenburg abgetreten wurden. Das neu gebildete Kameralamt Ellwangen übernahm ferner folgende Orte:
- Vom Kameralamt Aalen: Hohlenbach und die Gefälle im Weiler Hinterbüchelberg
- Vom Kameralamt Crailsheim: Blind- oder Eulenmühle, Buchmühle, Neumühle, Rothof, Ropfershof aus der Schultheißerei Jagstzell sowie Betzenhof und Betzenmühle der Schultheißerei Rosenberg
- Von Adelmannsfelden: die Verwaltung des vormaligen Junkennschen Anteils der Herrschaft Adelmannsfelden.

Gemäß Verfügung des Finanzministeriums vom 20. März 1838 übernahm das Kameralamt Ellwangen vom Kameralamt Crailsheim noch die Parzellen Mehlhof, Schenkenhof und Schimmelhof der Gemeinde Rosenberg sowie Spielegert der Gemeinde Jagstzell.
Durch Verordnung vom 15. Februar 1840 musste das Kameralamt Ellwangen an das Kameralamt Kapfenburg folgende Orte abtreten:
- Adelmannsfelden mit 15 Parzellen,
- Hüttlingen mit 12 Parzellen,
- Pommertsweiler mit 14 Parzellen und die Parzelle Wilflingen der Gemeinde Abtsgmünd.

Um die Gleichstellung des Oberamtsbezirks mit dem Kameralamtsbezirk zu vollziehen, musste das Kameralamt Kapfenburg die Orte Benzenzimmern, Geislingen, Lauchheim, Lippach, Nordhausen, Tannhausen, Unterschneidheim, Unterwilflingen, Walxheim, Westhausen, Zipplingen und Zöbingen an das Kameralamt Ellwangen abtreten.